# Broad Institute
O Eli and Edythe L. Broad Institute do MIT e Harvard (IPA: /broʊd/), frequentemente referido como Broad Institute, é um centro de pesquisa biomédica e genômica localizado em Cambridge, Massachusetts, Estados Unidos. O instituto é administrado de forma independente e apoiado como uma organização de pesquisa sem fins lucrativos 501(c)(3) sob o nome Broad Institute Inc., e tem parceria com o Instituto de Tecnologia de Massachusetts, Universidade de Harvard e os cinco hospitais de ensino de Harvard.

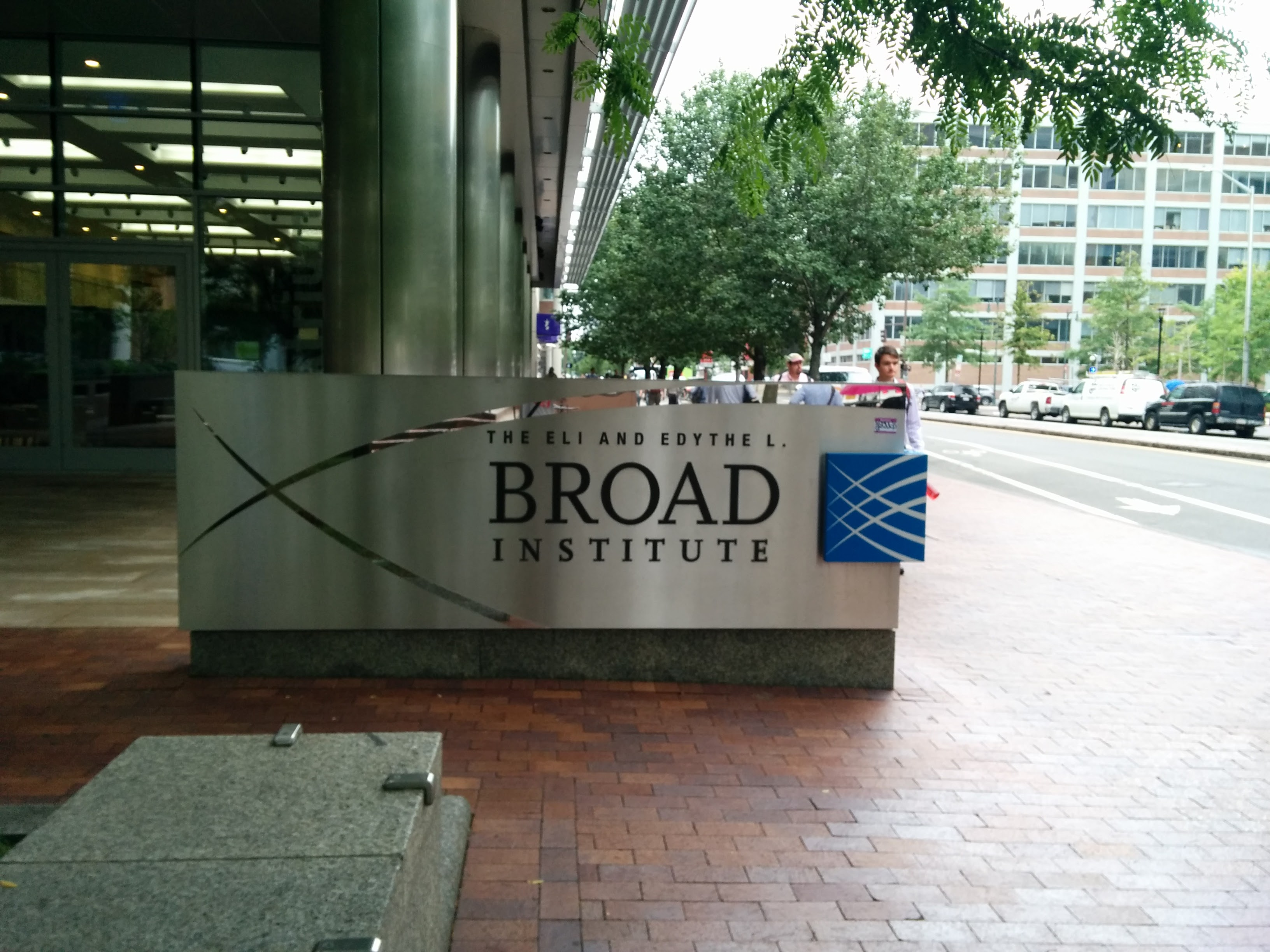
Broad Institute, 415 Main St

## História
O Broad Institute evoluiu a partir de uma década de colaborações de pesquisa entre cientistas do MIT e de Harvard. Um dos pilares foi o Centro de Pesquisa do Genoma do Instituto Whitehead no MIT. Fundado em 1982, o Whitehead tornou-se um importante centro de genômica e do Projeto Genoma Humano. Já em 1995, cientistas do Whitehead iniciaram projetos-piloto em medicina genômica, formando uma rede colaborativa não oficial entre jovens cientistas interessados em abordagens genômicas para câncer e genética humana. Outra pedra angular foi o Instituto de Química e Biologia Celular, estabelecido pela Harvard Medical School em 1998 para buscar a genética química como uma disciplina acadêmica. Sua instalação de triagem foi um dos primeiros recursos de alto rendimento abertos em um ambiente acadêmico. Facilitou projetos de triagem de pequenas moléculas para mais de 80 grupos de pesquisa em todo o mundo.
Para criar uma nova organização que fosse aberta, colaborativa, interdisciplinar e capaz de organizar projetos em qualquer escala, o planejamento ocorreu em 2002-2003 entre os filantropos Eli e Edythe Broad, MIT, o Instituto Whitehead, Harvard e os hospitais afiliados a Harvard.
Os Broads fizeram uma doação de fundação de US$100 milhões e o Broad Institute foi formalmente lançado em maio de 2004. Em novembro de 2005, os Broads anunciaram um presente adicional de US$100 milhões para o instituto. Em 4 de setembro de 2008, os Broads anunciaram uma doação de US$400 milhões para tornar o Broad Institute um estabelecimento permanente. Em novembro de 2013, eles investiram US$100 milhões adicionais para financiar uma segunda década de pesquisa no instituto.
Durante a pandemia COVID-19 nos Estados Unidos, o Broad Institute realizou testes de laboratório para o vírus em cerca de 100 faculdades e universidades no nordeste dos Estados Unidos

## Estrutura organizacional
O Broad Institute tem 11 professores principais e 195 membros associados de Harvard, MIT e hospitais afiliados a Harvard.

## Financiamento
Entre 2009 e 2012, a receita operacional do instituto foi de aproximadamente US$ 200 milhões, sendo 55% disso proveniente de verbas federais. A Broad Foundation (Eli e Edythe Broad) forneceu US$700 milhões em financiamento para o Broad Institute até fevereiro de 2014.
Em julho de 2014, coincidindo com a publicação de um novo estudo sobre a genética da esquizofrenia, o Broad Institute recebeu uma doação de US$650 milhões da Stanley Family Foundation, uma das maiores doações privadas já feitas para a pesquisa científica.